# 神戸マツダ
株式会社神戸マツダ（こうべマツダ）は兵庫県神戸市兵庫区にある、兵庫県を営業エリアとするマツダの自動車ディーラー。
地場独立資本のディーラーである。

## 概説
公式HPより一部抜粋
- 1941年（昭和16年）：有限会社神戸マツダモータース設立
- 1952年（昭和27年）：株式会社に改組
- 1959年（昭和34年）：株式会社マツダオート兵庫を設立
- 2000年（平成12年）：神戸マツダモータース・マツダアンフィニ兵庫・マツダレンタリース神戸の3社で合併。「株式会社神戸マツダ」に改組
- 2001年（平成13年）：フォード神戸・マツダオートザム兵庫を神戸マツダに吸収合併。ジャガー・ランドローバーのディーラー権を取得。
- 2013年（平成25年）：フォード神戸の営業を終了。
- 2020年（令和2年）7月：社内カンパニー制を導入。マツダ車部門・ジャガー・ランドローバー車部門・パーツ部門・レンタカー部門の4分野を独立分業化する[1]。

## 補足
- 2013年にフォード車販売から撤退したが、2016年のフォードの日本撤退にあたっては、撤退後の兵庫県エリアのアフターサービスを担当している。
- 社名に「神戸」と付いているが、営業エリアは兵庫県全域である（他社ディーラーでは神戸トヨペットも「神戸」を冠しながら兵庫県全域で営業している）。